# Witalis Peak
Witalis Peak är en bergstopp i Antarktis. Den ligger i Västantarktis. Nya Zeeland gör anspråk på området. Toppen på Witalis Peak är 760 meter över havet, eller 152 meter över den omgivande terrängen. Bredden vid basen är 1,3 km.
Terrängen runt Witalis Peak är kuperad åt sydväst, men åt nordost är den platt. Trakten är obefolkad. Det finns inga samhällen i närheten.